# Pavo Mardešić
Pavo Mardešić, nadimak Centin  (Komiža, 1895. - Split, 1978.), hrvatski brodograditelj, izumitelj, svestrani i radišni intelektualac, Hajdukov nogometaš

## Životopis
Jedan od prvih igrača Hajduka koji je 16. travnja 1911. zaigrao prvu Hajdukovu trening utakmicu na Krajevoj njivi (Starom placu) u Splitu. Nastupio je za Momčad B, a suigrači su mu bili Marko Margetić (branka), Paško Sisgoreo, Božo Nedoklan, Josip Cotić, Lucijan Stella, Luka Fakač, Ante Mardešić, Paško Sisgoreo, Fabjan Lukas i Krunoslav Bonačić.
Pavo prvih šest godina života provodi sa svojim roditeljima na otočiću Glavatu gdje mu je otac svjetioničar, a od 1901. do 1906 na Komiži u obiteljskoj kući, da bi u Split došao 1906 i ostao do 1913. Po struci je bio brodograđevni inženjer, a nakon lutanja po svijetu (Njemačka i Čile) skrasio se u Jadranskom brodogradilištu a.d. Split gdje ostaje do mirovine.
Pavo Mardešić uz nekoliko iznimaka (iz B mpomčadi) neće više nikada zaigrat za Hajduk, a kako nisu odigrali nijednu utakmicu protiv nekog drugog kluba, biće u povijesti zabilježeni jedino kao igrači prve trening utakmice, i imena im se neće naći na popisu nogomnetaša Hajduka; uz njega ovdje treba navesti i njegove suigrače Marko Margetić, Ante Mardešić, Josip Cotić, Fabjan Lukas, Lucijan Stella (jedan od osnivača Hajduka) i iz A momčadi Antun Righi.
Jedan od prvih padobranaca u Hrvata. 1930. godine patentirao je "Postupak za gradnju drvenih brodova koji ne propuštaju vodu", izumio gradnju pomoću drvenih letvica, čime se posve približio idealu oble forme nasuprot višezglobnom koritu, postigavši nepropustljivost i čvrstoću tijela učinkom "ljuske", ublažio je rast entropije i "otisak", bio ispred svog vremena.

## Privatni život
Supruga mu je bila Anka Karaman Mardešić (Split, 1898. – Zagreb, 1986.) kćerka Josipa Karamana, vlasnika prvog kina u Splitu, koja je govorila talijanski, njemački, francuski, engleski, španjolski i čitala i ruski. 
Sin mu je akademik Sibe Mardešić, prof. em. na Sveučilištu u Zagrebu koji je na PMF predavao matematiku gdje je naslijedio Željka Markovića.

## Knjige
Pavo Mardešić-Centin Rječnik komiškoga govora, Hrvatski dijalektološki zbornik, Knjiga 4, Zagreb 1977.